# IC 1792
IC 1792 ist eine kompakte Galaxie vom Hubble-Typ C im Sternbild Dreieck am Nordsternhimmel. Sie ist rund 474 Millionen Lichtjahre von der Milchstraße entfernt.
Das Objekt wurde am 17. November 1903 von Stéphane Javelle entdeckt.